# MV Puyallup
MV Puyallup je trajekt ze třídy Jumbo Mark II, který provozuje společnost Washington State Ferries. Společně se svými sesterskými plavidly je nejnovějším a nejvýkonnějším z flotily.
Mezi léty 2006 a 2007 obsluhovala trasu Edmonds-Kingston. Poté byla ale přemístěna mezi Seattle-Winslow. V létě 2008 pak byla dočasně vyřazena z provozu na přelakování a instalaci nového bezpečnostního systému. Do služby se vrátila v lednu 2009 na trasu Edmonds-Kingston, kde slouží, s výjimkou krátkého působení na trase Seattle-Winslow, dodnes.